# Provincia de Osorno
La provincia de Osorno es una provincia de Chile ubicada en el extremo norte de la Región de Los Lagos. Tiene una superficie de 9223,7 km², y posee una población, al año 2017, de 234 122 habitantes.
La provincia se sitúa a 913 km de Santiago y a 260 km de San Carlos de Bariloche (Argentina), con la que se conecta a través del Paso internacional Cardenal Samoré. Su capital provincial es la ciudad de Osorno.

## Comunas
La provincia está constituida por siete comunas: 
| Comuna               | Escudo | Población    |
| -------------------- | ------ | ------------ |
| Osorno               |        | 161.460 hab. |
| Puerto Octay         |        | 8.999 hab.   |
| Purranque            |        | 20.369 hab.  |
| Puyehue              |        | 11.667 hab.  |
| Río Negro            |        | 14.085 hab.  |
| San Juan de la Costa |        | 7.512 hab.   |
| San Pablo            |        | 10.030 hab.  |

## Historia y organización política
Originalmente el territorio de la provincia fue el antiguo corregimiento de Osorno, que desapareció cuando la ciudad de Osorno fue cercada por los huilliches y destruida en 1602. Posteriormente, el gobernador Ambrosio O'Higgins refundó la ciudad en 1796, conformándose el Gobierno de Osorno y el partido de Osorno. 
Luego de la Independencia de Chile, el territorio asociado al partido de Osorno pasó a conformar la delegación de Osorno, que más tarde fue integrado a la provincia de Valdivia, creada el 30 de agosto de 1826.
En la Constitución de 1833 se realiza un cambio a la división político administrativa y se conforma el departamento de Osorno (regido por un gobernador), aunque mantiene su permanencia en la provincia de Valdivia.
El 22 de octubre de 1861 el departamento de Osorno pasa a la provincia de Llanquihue.
El 30 de diciembre de 1927, con el DFL 8582, se segrega el departamento de Osorno de la provincia de Llanquihue y pasa a formar nuevamente parte de la provincia de Valdivia.
Su independencia de otras provincias la alcanza el 19 de enero de 1940, cuando se promulga la ley de creación de la provincia de Osorno. La nueva provincia nace del territorio del antiguo departamento de Osorno y originalmente se divide en los siguientes dos departamentos:.
| Departamento | Cabecera  |
| ------------ | --------- |
| Osorno       | Osorno    |
| Río Negro    | Río Negro |

En 1974 se suprime la antigua provincia de Osorno y se crea la Región de Los Lagos, con las nuevas provincias de Chiloé, Llanquihue, Osorno y Valdivia; se suprimen los departamentos y distritos, y se solo se dejan las comunas previamente existentes como integrantes de las nuevas provincias.
En el año 2006, cuando se comenzó a realizar el trámite constitucional sobre la división de la Región de los Lagos, con el objetivo crear la Región de Los Ríos, el gobierno sugirió la incorporación de la provincia de Osorno a la nueva región. Sin embargo, esto fue rechazado por las autoridades locales, que propusieron la realización de una consulta ciudadana con el fin de recoger la opinión sobre en que región se encontraría el mejor futuro de la provincia. La consulta se realizó el 19 de noviembre de ese año en Osorno, y los resultados, con más de 20 000 votos, mostraron que solo el 6 % se manifestó a favor de integrar la nueva región, mientras que el 92 % de los osorninos rechazó la idea. A pesar de que este plebiscito tenía carácter de no vinculante, el gobierno acogió y reconoció la importancia de dicha votación, por lo que decidió retirar del proyecto de ley la incorporación de la provincia a la futura Región de Los Ríos, permaneciendo la provincia de Osorno en la Región de Los Lagos.
En relación con la provincia de Osorno, igualmente se ha planteado como una posibilidad a futuro el poder realizar un proceso de regionalización; el cual transformaría la provincia en un región independiente.

## Geografía
En esta zona se presenta la siguiente geografía:
- La cordillera de los Andes se presentan fuertemente erosionados por la acción de los hielos.
- En el límite con la depresión Intermedia se da paso a formaciones lacustres, dando lugar a los lagos Llanquihue, Puyehue y Rupanco.
- La zona de la depresión Intermedia también fue erosionada por la acción glacial; y se caracteriza por ser la principal zona agropecuaria de la provincia.
- La cordillera de la Costa posee una altitud que le permite actuar como barrera orográfica, impidiendo la influencia marítima en el interior; y creando una zona escarpada, de muchos acantilados y cerros a orilla del mar.
- Las planicies litorales son relativamente estrechas, pero presentando muchas playas y bahías.

## Clima
El clima de la región es oceánico húmedo, con una temperatura promedio de 11 °C con una baja oscilación térmica producto de la influencia marina y lacustre. Las precipitaciones son considerables y en la zona costera superan anualmente los 2000 mm de agua caída, principalmente durante los meses de invierno.
Si bien las variaciones de relieve no son suficientes para producir variaciones significativas en la distribución de las temperaturas, sí generan diferencias en los montos de las precipitaciones, las que además se ven influenciadas por el relieve atajando los vientos húmedos marítimos. Así vemos que en Osorno, Río Negro y Purranque situadas en la depresión intermedia descienden a alrededor de 1300 mm. Mientras que en zonas costeras superan ampliamente los 2000 mm.

## Flora y fauna
Producto del clima presente en esta zona se observa la siguiente flora:
- En la costa existe un bosque pluvial costero con especies como alerce, mañío, y laurel, entre otras, y enredaderas, como el copihue.
- Hacia el interior, es posible encontrar formaciones boscosas compuestas de hierbas, arbustos, helechos, musgos
- En la zona precordillerana y cordillerana gran parte de la flora son bosques vírgenes, donde se puede encontrar alerce, coigüe, arrayán, avellano, tepa, luma, lenga y ñire, y otras especies arbóreas y arbustivas.

Respecto a la fauna se puede encontrar en esta zona animales tales como el huillín, cóndor choroy, bandurria, treile y chucao entre otras decenas de especies, además son numerosas las especies de insectos y batracios, entre otros.

## Autoridades
Las autoridades son nombradas directamente por el Presidente de la República y se mantienen en su cargo mientras cuenten con su confianza.

### Gobernador provincial (1990-2021)

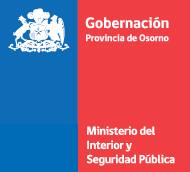
Logotipo de la Gobernación de la Provincia de Osorno hasta 2021.

Los siguientes fueron los gobernadores provinciales de Osorno.
| Gobernador(a)                       | Partido             | Partido | Inicio              | Final               | Presidente(a)           | Presidente(a)     |
| ----------------------------------- | ------------------- | ------- | ------------------- | ------------------- | ----------------------- | ----------------- |
| Julián Víctor Goñi Melías           |                     | PPD     | 11 de marzo de 1990 | 11 de marzo de 1994 |                         | Patricio Aylwin   |
| Julián Víctor Goñi Melías           | 11 de marzo de 1994 | PPD     | 11 de marzo de 2000 |                     | Eduardo Frei Ruíz-Tagle |                   |
| Jaime Bertín Valenzuela             |                     | PDC     | 11 de marzo de 2000 | 11 de marzo de 2006 |                         | Ricardo Lagos     |
| Bernardo Candia                     |                     | PDC     | 11 de marzo de 2006 | 11 de marzo de 2010 |                         | Michelle Bachelet |
| Rodrigo Kauak O'Ryan                |                     | UDI     | 11 de marzo de 2010 | 11 de marzo de 2014 |                         | Sebastián Piñera  |
| Gustavo Salvo Pereira               |                     | PS      | 11 de marzo de 2014 | 31 de marzo de 2016 |                         | Michelle Bachelet |
| María Tabita Gutiérrez              |                     | PS      | 31 de marzo de 2016 | 11 de marzo de 2018 |                         | Michelle Bachelet |
| Daniel Sergio Felipe Lilayu Vivanco |                     | UDI     | 11 de marzo de 2018 | 6 de marzo de 2020  |                         | Sebastián Piñera  |
| Mario Bello Garrido                 |                     | UDI     | 7 de marzo de 2020  | 14 de julio de 2021 |                         | Sebastián Piñera  |

### Delegado presidencial provincial (Desde 2021)

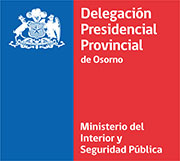
Logotipo de la Delegación Presidencial Provincial de Osorno desde 2021.

Nuevo cargo que reemplaza la figura de Gobernador provincial.
| Delegado(a)              | Partido | Partido | Inicio              | Final               | Presidente(a) | Presidente(a)    |
| ------------------------ | ------- | ------- | ------------------- | ------------------- | ------------- | ---------------- |
| Mario Bello Garrido      |         | UDI     | 14 de julio de 2021 | 11 de marzo de 2022 |               | Sebastián Piñera |
| Claudia Pailalef Montiel |         | PS      | 11 de marzo de 2022 | En el cargo         |               | Gabriel Boric    |
| Claudia Pailalef Montiel |         | PS      | 11 de marzo de 2022 | En el cargo         |               | Gabriel Boric    |

## Actividad económica
La principal actividad económica de la provincia, fuera de los servicios, es la ganadería, siendo Osorno uno de los más importante centro agrícolas de Chile; la cual se identifica con el eslogan de «La patria de la leche y tierra de la carne» de Chile. 

## Atractivos turísticos
- Las comunas lacustres y montañosas de Puerto Octay y Puyehue, donde la influencia alemana es evidente en gastronomía y arquitectura. Los principales atractivos turísticos de la zona son los lagos Llanquihue, Puyehue y Rupanco con múltiples playas cada uno, y el parque nacional Puyehue, que es un centro turístico que cuenta con los centros termales de Puyehue y Aguas Calientes. En el parque también está el centro de esquí Antillanca.

- Las comunas centrales de Osorno y San Pablo, en donde Osorno se presenta como la «ciudad-parque» de Chile; producto de sus numerosos parques y plazas. Esta ciudad igualmente se destaca por ser el centro turístico de la provincia ya que sirve como nexo a los lugares turísticos de las zonas lacustre-montañosa y los sectores costeros de la zona.

- Las comunas costeras de Purranque, Río Negro y San Juan de la Costa. Esta zona presenta una gran cantidad de playas, destacando los balnearios de Pucatrihue y Maicolpue. Igualmente esta zona presenta reservas silvestres creadas por los habitantes originarios de la etnia huilliche, como son la Red de Parques Comunitarios Mapu Lahual, asociada al área marítima y costera protegida Lafken Mapu Lahual.

## Cultura
Destaca por ser una zona importante del asentamiento indígena del pueblo huilliche que se ve agrupado principalmente en la zona costera de San Juan de la Costa.
Igualmente, destaca la influencia de la colonización alemana en Chile, la cual se produjo en el siglo XIX, cuando el gobierno de Chile trae a colonos alemanes para que ayuden en el crecimiento de la región. Haciéndolo también con colonos franceses que hoy habitan todavía en esta región del país.

## Galería de imágenes

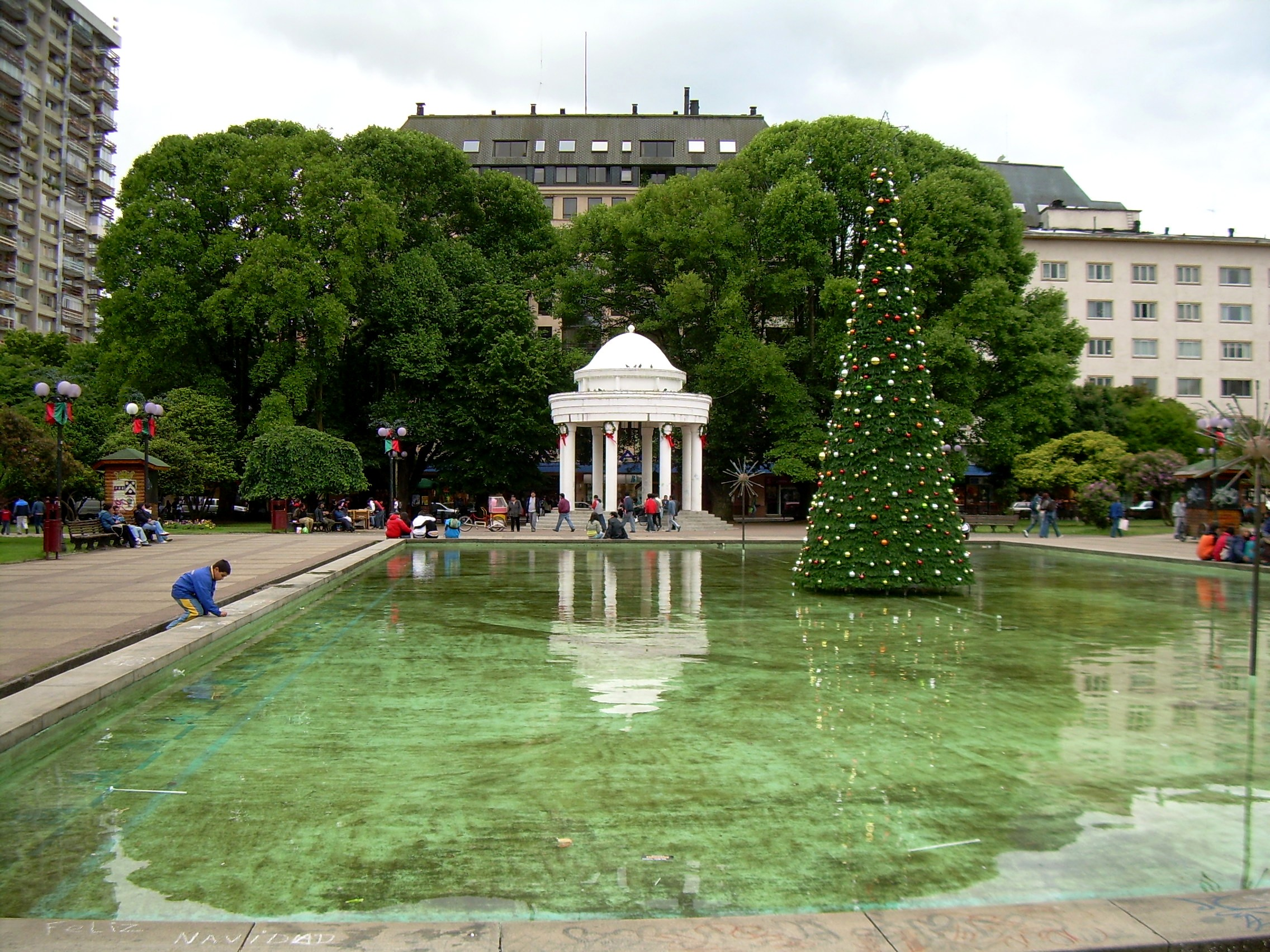
Plaza de Armas de Osorno.
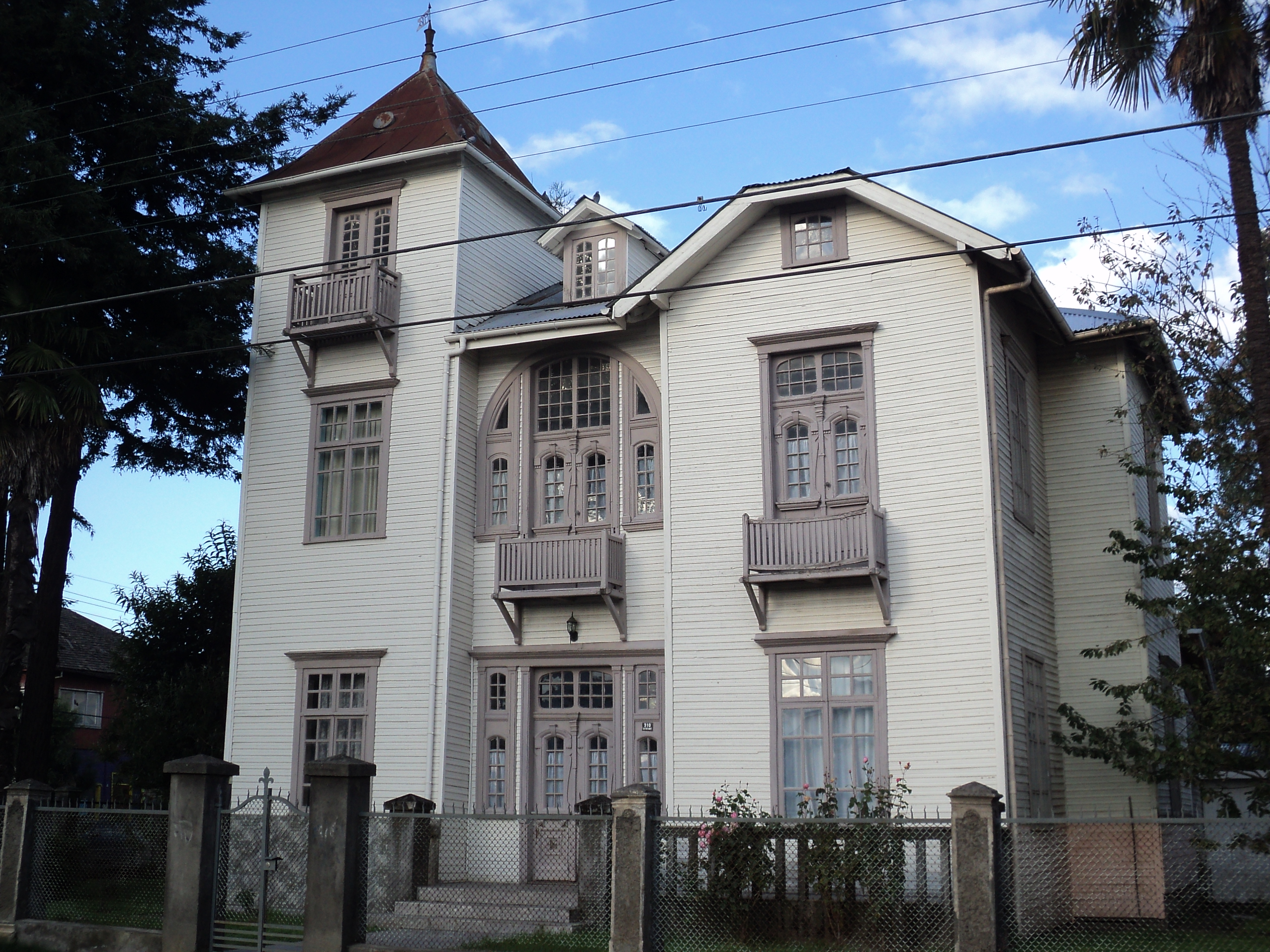
Casa Rosas, Purranque.
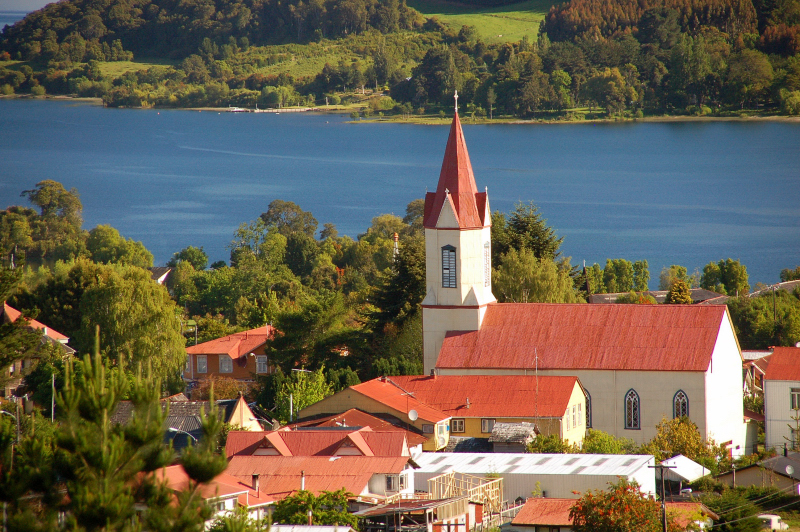
Puerto Octay.
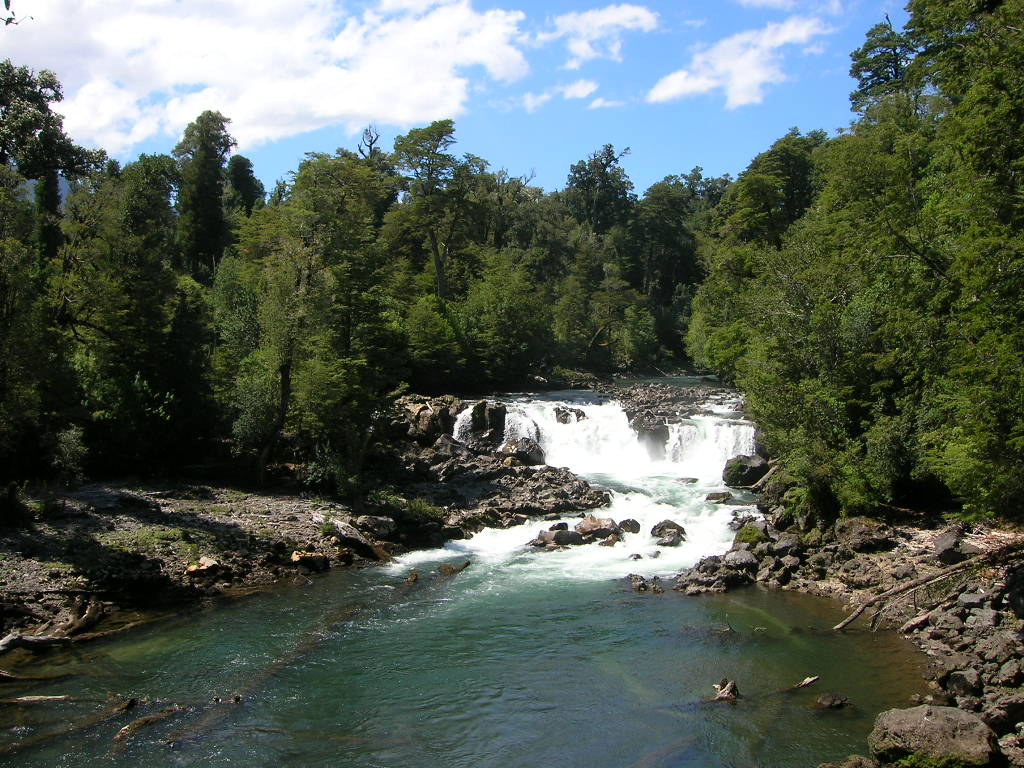
Cascada del río Puyehue, Parque nacional Puyehue.
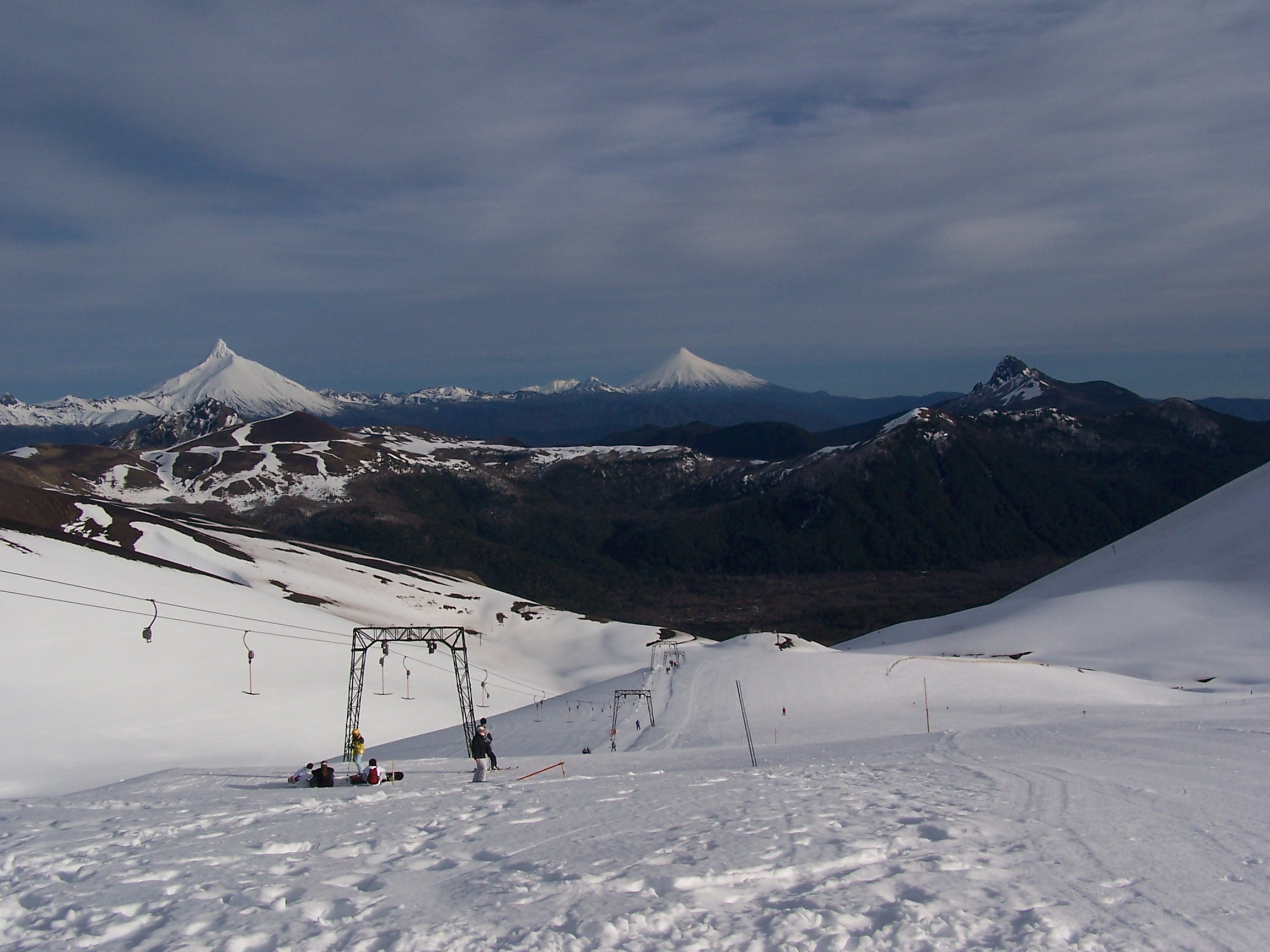
Centro de esquí Antillanca.
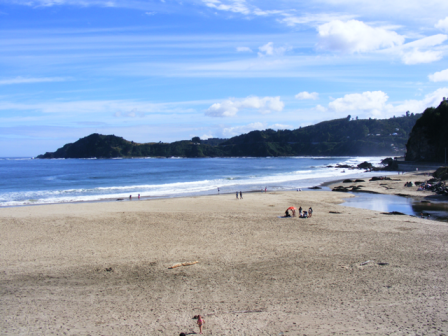
Playa Maicolpue.
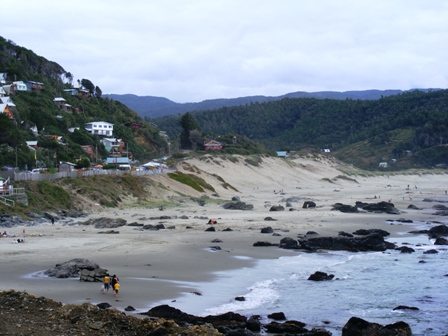
Playa Pucatrihue.